# تاريخ علم الإنسان حسب البلد
علم الإنسان أو الأنثروبولوجيا هي دراسة الجوانب المختلفة للبشر في مجتمعات الماضي والحاضر. تُمارَس هذه الدراسة في العديد من الدول، لكل منها تاريخها الخاص لكيفية تطور علم الإنسان في بلدانها.

## علم الإنسان في العالم العربي
إن تخصص علم الإنسان ليس جديدًا على العالم العربي. في زمنٍ لم تتواجد فيه أي مؤسسات أنثروبولوجية قائمة حتى القرن العشرين، عُرف علماء مثل أبو ريحان البيروني وابن خلدون بإسهاماتهم في هذا التخصص في بدايات القرن العاشر. حظيت مصر وفلسطين والخليج العربي بمعظم اهتمام العلماء، مع التركيز على القومية والدولة على وجه الخصوص. يعد الشباب العربي مجالًا ذي أهمية متزايدة بالنسبة لعلماء علم الإنسان في العالم العربي. أُجريت أبحاث ضئيلة نسبيًا في الجزائر وتونس وليبيا والسودان وسوريا والأردن والعراق. ويعود هذا الأمر جزئيًا لإمكانية الوصول وأحوال الدول. يُصنف وضع علم الإنسان في العالم العربي هامشيًا بالمقارنة مع علم الإنسان في باقي مناطق العالم.

## الشرق الأوسط

### إيران
يُدعى صادق هدايت (1903-1951) بأبو علم الإنسان الإيرانية. كان جل تركيزه على الفلكلور. في عام 1937، تأسس معهد لعلم الأعراق في إيران، وأُغلِق في عام 1941. ثم أُعيد فتحه مع صعود محمد رضا شاه إلى السلطة. بين عامي 1956 و1959، نشر المعهد صحيفة بعنوان «ماجال يه ماردومشيناسي» (صحيفة علم الإنسان). في عام 1957، بدأت أول دورة دراسية اختيارية تُقدَّم على مستوً جامعي في إيران في جامعة طهران.
في الماضي، لم يكن هناك تركيز كبير على الحصول على درجات من الجامعات الأجنبية. وبالمثل، لم يُعتبر البحث الدولي ذي أهمية كبيرة. لكن، بدأت الدراسة والأبحاث الدولية باكتساب أهمية متزايدة في أقسام علم الإنسان في إيران. تعاني علم الإنسان في إيران من السمعة السيئة في الوسط العام. إذ تُعتبر تخصصًا ضعيفًا، وفقًا لعالمة علم الإنسان الإيرانية سهيلة شاهشاهاني. وربما لذلك يميل معظم طلاب العلوم الاجتماعية إلى اختيار تخصصات أخرى، مثل القانون والإدارة وعلم النفس. مع تغير المجتمع، حظي هذا المجال بالمزيد من الاهتمام. حاليًا، ركزت البحوث الإثنوغرافية في المنطقة على المواضيع الداخلية، مثل الرعاة الذين يعيشون في المناطق القاحلة حول إيران. تستمر هذه الدراسات اليوم، ولكن بدأت مجالات اهتمام أخرى بالظهور. تطور تركيز جديد مؤخرًا على حياة المدينة الصغيرة والمناطق الريفية. أوضحت البروفيسورة شاهشاهاني أن نقطة ضعف المقتطفات في إيران هي نقص العمل النظري المنجز من قبل ممارسيه. وتواصل حديثها لتقول إن هذه القضايا يمكن حلها بتشجيع الإيرانيين الذين تدربوا في أماكن أخرى للعودة وممارسة اختصاصهم في إيران.

### بلاد الشام

#### لبنان
كان قسم علم الاجتماع في الجامعة الأمريكية في بيروت أول من يقدم دورة في علم الإنسان، وكانت مدرجة في فهرس عام 1950-1951. تأسس قسم علم الإنسان رسميًا في سبعينيات القرن العشرين، وتخرج منه نحو ثلاثين طالبًا بدرجة الماجستير في علم الإنسان على مدى ذلك العقد. تداخلت الحرب الأهلية اللبنانية، التي استمرت بين عامي 1975-1990، مع تطور القسم وشهدت علم الإنسان في الجامعة تراجعًا كنتيجة مباشرة للحرب. خلال هذا الوقت، استحوذ قسم العلوم الاجتماعية والسلوكية الجديد (إس بي إس)، والذي كان يشمل أصلًا علم الاجتماع وعلم النفس والتواصل، على قسم علم الإنسان.
خلال ثمانينيات القرن العشرين، أظهرت السجلات تخرج طالب واحد فقط بدرجة ماجستير في علم الإنسان، في حين لم يتواجد أي طالب في هذا القسم في تسعينيات القرن نفسه. عمل ثلاثة علماء أنثروبولوجيا في الكلية طوال تلك الفترة. كان من بينهم فؤاد الخوري ومارثا موندي وجيرالد أوبرماير.
أجرت سيتيني شامي، وهي خريجة بكالوريوس في علم الإنسان لعام 1976 من الجامعة الأمريكية في بيروت، إحصائية عام 1989 سعت إلى تعلم المزيد حول تدريس علم الإنسان في الجامعات داخل الوطن العربي. أشارت نتائج الإحصائية إلى أن دور التخصص في العالم العربي كان ضئيلًا. في تقرير أكاديمي صدر عام 2006، أعلن علماء علم الإنسان في نفس الجامعة أنهم لم يجدوا أي دليل يذكر على حدوث تغيرات هامة في المجتمع المحلي منذ ذلك الحين.
يحظى خريجو علم الإنسان في لبنان اليوم بفرص العمل مع المنظمات غير الحكومية المحلية. ولكن، بالنسبة لأولئك الراغبين بمتابعة دراساتهم في علم الإنسان كتخصص، ما زال الغرب يُعتبر الوجهة الوحيدة لهم. تعد أقسام علم الإنسان في الجامعة الأمريكية في بيروت وفي لبنان مخنوقة بالحرب.
كوجهة لعلماء علم الإنسان القائمين على الأبحاث، يعد لبنان واحدًا من أفضل الأماكن للعلماء الناشئين في العالم العربي.

#### فلسطين
شهدت فلسطين أبحاثًا متزايدة أُجريت في أراضيها وبين الجماعات الفلسطينية في إسرائيل، بالإضافة إلى مخيمات اللاجئين في الدول المجاورة.
يمكن تصنيف تاريخ علم الإنسان الفلسطينية إلى أربع أنماط من الاندماج الإثنوغرافي: فلسطين الكتابية، وفلسطين الشرقية، وفلسطين المفقودة، وفلسطين ما بعد البنيوية.
تشير فلسطين الكتابية إلى النمط الرئيسي للاندماج الإثنوغرافي الذي حدث في فلسطين في أول عقدين من القرن التاسع عشر. بقيادة الأوروبيين في الغالب، كان الدافع وراء اهتمامهم هو استخدام الكتاب المقدس كنص شرعي للتأثير على المنطقة. تضمنت الأعمال الباكرة هوس الكتاب الأوروبيين بالأرض والشعب وفكرهم الرومانسي بناءً على شخصيات الكتاب المقدس.
كانت فلسطين الشرقية، وهو مصطلح صاغه عالم فلسطيني، النمط السائد للاندماج على مدى أول أربعة عقود من القرن العشرين. واتصفت بالشعور بالحاجة لتوثيق فلسطين كمصدر لبدايات أوروبا. من خلال هذه الرؤية، قُدمت رواية تنافس الرؤية البريطانية الاستعمارية للتاريخ الفلسطيني التي رأت العرب هناك «عابرين وزائلين». واتصفت أيضًا بالشعور بالواجب لدى الآخرين لتصوير النسيج التقليدي لفلسطين قبل انحلاله، والذي بدا واضحًا آنذاك بسبب الأحداث المحيطة بظهور الصهيونية.
تبعت فلسطين المفقودة احتلال فلسطين مباشرة في عام 1948، ويمكن فهمها فهمًا كاملًا فقط من ناحية نجاح الصهيونية. بهذا المعنى، طُمست دولة فلسطين برواية إسرائيل التي صورتها كملاذ آمن للاجئين المعرضين للخطر القادمين من أوروبا. يعتبر هذا الصمت الإثنوغرافي للفلسطينيين نقطة تحول في صورة الحداثة لدى إسرائيل.
تعد فلسطين ما بعد البنيوية النمط الرئيسي حاليًا للاندماج الإثنوغرافي. ويشتهر في المقام الأول بموقفه الذي يتحدى جهود إسرائيل لطمس القومية الفلسطينية ويثير التساؤلات حولها. شهدت الحركة اتجاهًا صاعدًا يُستكشف فيه الموضوع الفلسطيني لهويته القومية بدلًا من كتمه.

### تركيا
تعود جذور علم الإنسان كتخصص في تركيا إلى عام 1925. إذ تأسس معهد علم الإنسان، والمعروف بمركز الأبحاث الأنثروبولوجية في تركيا، وتطور في وسطٍ قومي ذلك العام داخل كلية الطب في جامعة إسطنبول. منذ عام 1925 حتى ستينيات القرن العشرين، تمحورت المواضيع الرئيسية للأبحاث حول دراسات الحياة الريفية والقروية، مع التركيز على بناء الأمة. في ستينيات القرن العشرين، حدثت سلسلة من الانقلابات العسكرية، ما تسبب بتغيرات كبيرة في هذا المجال وفي البيئة الأكاديمية نفسها. لم يتأسس أي قسم رسمي للأنثروبولوجيا في تركيا حتى عام 1997، في جامعة يدي تبيه الخاصة في إسطنبول. اعتبارًا من عام 2010، قدمت 6 جامعات حكومية من أصل 53 تدريبًا في علم الإنسان. على النقيض من ذلك، قدمت واحدة من الجامعات الخصوصية البالغ عددها 24 جامعة تدريبًا مماثلًا. تأسست أول جمعية أنثروبولوجية في تركيا في عام 1992.